# Huang Dongping
Huang Dongping (en chino: 黄东萍; 20 de enero de 1995) es una deportista china que compite en bádminton, en la modalidad de dobles mixto.
Participó en los Juegos Olímpicos de Tokio 2020, obteniendo una medalla de oro en la prueba de dobles mixto (junto con Wang Yilyu). En los Juegos Asiáticos consiguió cuatro medallas, plata y bronce en 2018 y plata y bronce en 2022.
Ganó tres medallas en el Campeonato Mundial de Bádminton entre los años 2018 y 2022.

## Palmarés internacional
| Juegos Olímpicos   | Juegos Olímpicos    | Juegos Olímpicos  | Juegos Olímpicos |
| Año                | Lugar               | Medalla           | Prueba           |
| ------------------ | ------------------- | ----------------- | ---------------- |
| 2020               | Tokio (Japón)       | Medalla de oro    | Dobles mixto     |
| Campeonato Mundial |                     |                   |                  |
| Año                | Lugar               | Medalla           | Prueba           |
| 2018               | Nankín (China)      | Medalla de plata  | Dobles mixto     |
| 2019               | Basilea (Suiza)     | Medalla de bronce | Dobles mixto     |
| 2022               | Tokio (Japón)       | Medalla de bronce | Dobles mixto     |
| Juegos Asiáticos   |                     |                   |                  |
| Año                | Lugar               | Medalla           | Prueba           |
| 2018               | Yakarta (Indonesia) | Medalla de plata  | Equipo           |
| 2018               | Yakarta (Indonesia) | Medalla de bronce | Dobles mixto     |
| 2022               | Hangzhou (China)    | Medalla de plata  | Equipo           |
| 2022               | Hangzhou (China)    | Medalla de bronce | Dobles mixto     |